# جيمس هاوورث
جيمس هاوورث (بالإنجليزية: James Haworth)‏ هو سياسي بريطاني (وحمل سابقاً جنسية المملكة المتحدة لبريطانيا العظمى وأيرلندا)، ولد في 1896، وتوفي في 16 ديسمبر 1976. حزبياً، نشط في حزب العمال. في الانتخابات العامة في المملكة المتحدة 1945 ‏، انتخب عضو برلمان المملكة المتحدة الـ38 عن دائرة ليفربول والتون (5 يوليو 1945 – 3 فبراير 1950).